# Pernille Vermund
Pernille Vermund (ur. 3 grudnia 1975 w Kopenhadze) – duńska architekt i polityk. Przewodnicząca konserwatywnej partii Nye Borgerlige, posłanka do Folketingetu.

## Życiorys
Absolwentka Kunstakademiets Arkitektskole z 2001. Członkini stowarzyszenia architektów Akademisk Arkitektforening. Podjęła prywatną działalność w zawodzie architekta.
Działała w Konserwatywnej Partii Ludowej. Przez dwa lata była radną gminy Helsingør, jednak zrezygnowała z tej funkcji z przyczyn rodzinnych. W 2015 razem z Peterem Seierem Christensenem założyła konserwatywną partię Nye Borgerlige, głoszącą hasła antyislamskie, antyimigracyjne i antypodatkowe. Objęła w niej funkcję przewodniczącej. W wyborach w 2019 ugrupowanie to po raz pierwszy uzyskało kilkuosobową reprezentację w parlamencie, a Pernille Vermund uzyskała jeden z mandatów w Folketingecie. W 2022 z powodzeniem ubiegała się o poselską reelekcję. W lutym 2023 na funkcji przewodniczącego partii zastąpił ją Lars Boje Mathiesen. Powróciła na to stanowisko w październiku tego samego roku; w styczniu 2024 ogłosiła rozwiązanie swojej partii.